# Colina de Slane

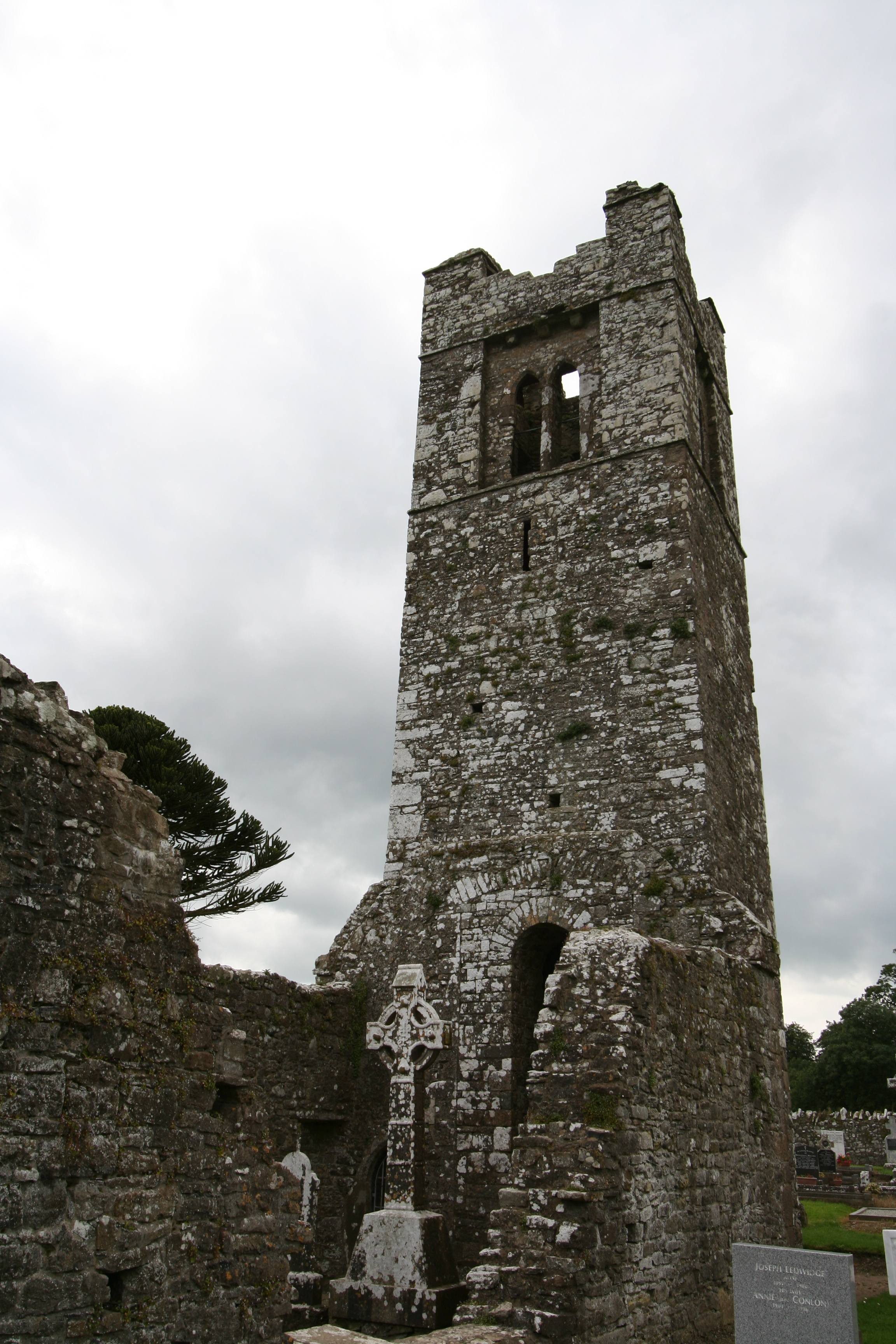
Ruinas de la colina de Slane.

La colina de Slane,monte de Slane (en inglés:Hil of Slane) es un recinto con restos de un cementerio, una torre y un monasterio situado en la ciudad de Slane en el condado de Meath, Irlanda.

## Leyenda
Según la leyenda, San Patricio, patrón de Irlanda, encendió una hoguera en este lugar en el año 433 para reivindicar el cristianismo ante las tribus locales. El rey pagano celta Laoghaire se enfureció con el santo pues tenía prohibido que se encendieran hogueras que pudieran ser vistas desde Tara.
San Patricio fue apresado pero provocó un terremoto para liberarse, tras el terremoto cogió un trébol del suelo y con sus tres hojas explicó el misterio de la Santísima Trinidad.
Este hecho hizo que Erc, asistente del rey, se convirtiera siendo finalmente obispo de Slane. El rey finalmente dejó libre a San Patricio que siguió con su labor misionera.

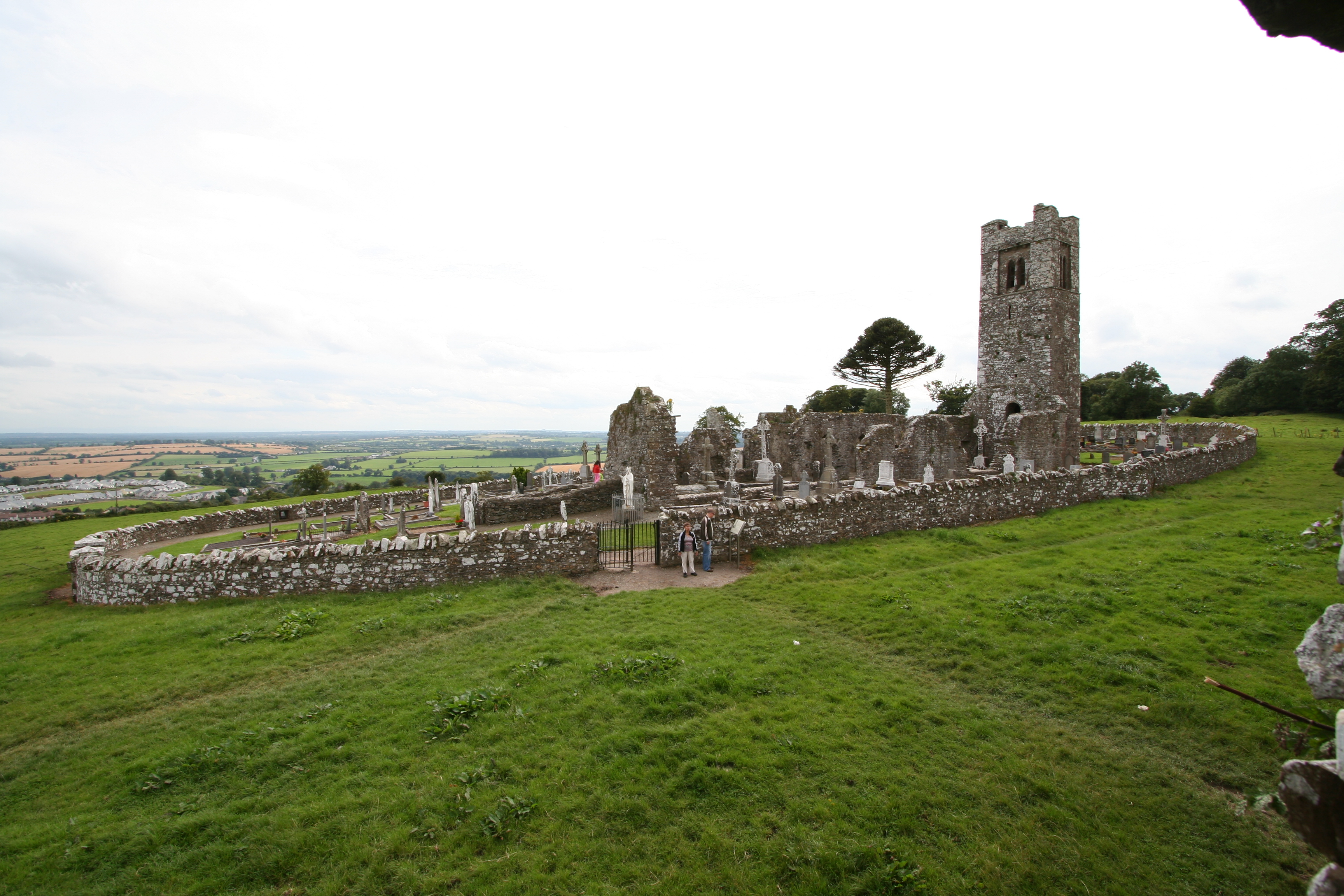
Cementerio y torre de la colina de Slane.

## Ruinas
El monte inicialmente albergó una iglesia asociada a San Erc hoy desaparecida. El complejo aumentó con una torre circular y un monasterio del que solo quedan los cimientos.
Finalmente este punto elevado se usó desde el punto de vista militar con la construcción de un fuerte.
Hoy en día además de las ruinas del castillo, se pueden ver un cementerio, una torre y los restos de una iglesia pertenecientes a un monasterio franciscano del siglo XVI.